# Izabela Dylewska
Izabella Dylewska-Światowiak (Nowy Dwór Mazowiecki, 16 de marzo de 1968) es una deportista polaca que compitió en piragüismo en la modalidad de aguas tranquilas.
Participó en los Juegos Olímpicos de Seúl 1988 y de Barcelona 1992, obteniendo en cada edición una medalla de bronce en la prueba de K1 500 m. Ganó seis medallas en el Campeonato Mundial de Piragüismo entre los años 1987 y 1997, y dos medallas de oro en el Campeonato Europeo de Piragüismo de 1997.

## Palmarés internacional
| Juegos Olímpicos   | Juegos Olímpicos     | Juegos Olímpicos  | Juegos Olímpicos |
| Año                | Lugar                | Medalla           | Competición      |
| ------------------ | -------------------- | ----------------- | ---------------- |
| 1988               | Seúl (Corea del Sur) | Medalla de bronce | K1 500 m         |
| 1992               | Barcelona (España)   | Medalla de bronce | K1 500 m         |
| Campeonato Mundial |                      |                   |                  |
| Año                | Lugar                | Medalla           | Competición      |
| 1987               | Duisburgo (RFA)      | Medalla de plata  | K1 500 m         |
| 1989               | Plovdiv (Bulgaria)   | Medalla de plata  | K1 500 m         |
| 1989               | Plovdiv (Bulgaria)   | Medalla de plata  | K1 5000 m        |
| 1995               | Duisburgo (Alemania) | Medalla de plata  | K2 500 m         |
| 1997               | Dartmouth (Canadá)   | Medalla de plata  | K2 200 m         |
| 1997               | Dartmouth (Canadá)   | Medalla de bronce | K2 1000 m        |
| Campeonato Europeo |                      |                   |                  |
| Año                | Lugar                | Medalla           | Competición      |
| 1997               | Plovdiv (Bulgaria)   | Medalla de oro    | K2 200 m         |
| 1997               | Plovdiv (Bulgaria)   | Medalla de oro    | K2 1000 m        |